# Emil Aaltonen
Emil Aaltonen, född 29 augusti 1869 i Sääksmäki, död 16 december 1949 i Tammerfors, var en finländsk industriman och donator.
Emil Aaltonen började sin bana som skomakargesäll på landsbygden, grundade efter några år en egen verkstad. När han 1897 grundade en mekaniserad skofabrik i Hattula, var han den första i Finland som övergick till maskinell tillverkning av skor, med billiga och hållbara skor som specialitet. Sedan rörelsen 1905 flyttats till Tammerfors under namnet Aaltosen kenkätehdas Oy (Aaltosen tehtaat Oy), utvidgades fabriken under Aaltonens ledning, så att den redan vid mitten av 1920-talet var Nordens största skofabrik med omkring 550 arbetare. Senare köpte man även upp ett flertal andra skofabriker. Aaltonen var företagets chef till 1947 samt huvuddelägare i Sarvis Oy och Lokomo Oy. Han utsågs 1939 till bergsråd.
Aaltonen använde sina stora inkomster för att skapa ett flertal betydelsefulla donationer. Han gjorde betydande donationer till hemstaden och födelsebygden samt grundade 1937 stiftelsen Emil Aaltosen säätiö med uppgift att främja finskspråkiga forskares skapande vetenskapliga arbete. Han skapade även Finlands största privata konstsamling, vilken ställs ut i Emil Aaltonens museum i Tammerfors. En fontänskulptur över Aaltonen restes 1969 i Tammerfors, ritad av Raimo Utriainen.